# Escut dels Emirats Àrabs Units
L'escut dels Emirats Àrabs Units, en la seva forma actual, es va adoptar oficialment el 22 de març del 2008, en substitució de l'anterior, que datava de 1973. És similar a altres escuts d'estats àrabs i consisteix en un falcó d'or, diferent, però, de l'anomenat Falcó de Quraix que apareix a l'emblema estatal de Síria o Líbia.
El falcó dels Emirats es representa estilitzat, mirant a la destra, amb les plomes alternes d'or i d'argent; aquest darrer esmalt es repeteix també a la cua, a les potes i a les urpes, que sostenen un pergamí de gules amb una inscripció en lletres cúfiques àrabs on es llegeix el nom oficial de l'Estat: الإمارات العربية المتحدة (al-Imārāt al-ʿArabiyya al-Muttaḥida). Damunt el pit carrega un escudet circular amb els colors de la bandera estatal, amb una bordura d'argent on destaquen set estrelles de cinc puntes en al·lusió als set emirats de la Federació.

## Escuts històrics

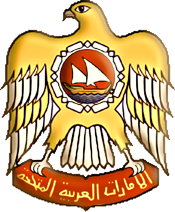
Escut utilitzat entre 1973 i 2008

La principal diferència amb l'escut anterior és la forma del falcó, dibuixat amb trets més naturalistes, i l'escudet circular central, on abans hi figurava una típica embarcació àrab de vela, el dhow, navegant cap a la sinistra; l'escudet era voltat per una cadena d'argent.